# Salix pseudopermollis
Salix pseudopermollis là một loài thực vật có hoa trong họ Liễu. Loài này được C.Y. Yu & Chang Y. Yang miêu tả khoa học đầu tiên năm 1980.